# امید

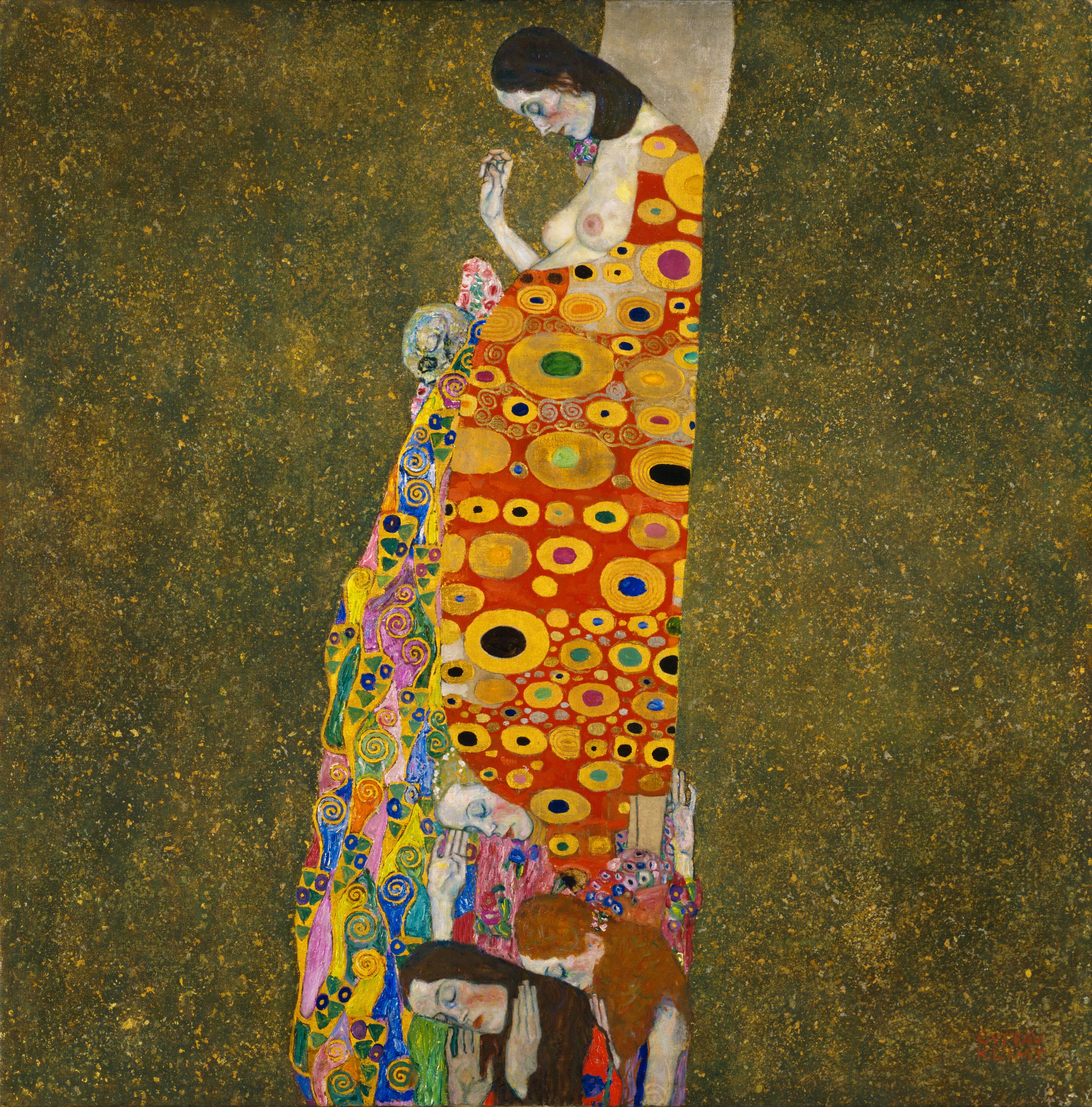
امید ۲ یک نقاشی اثر گوستاو کلیمت

اُمید باور داشتن به نتیجهٔ مثبت اتفاق‌ها یا شرایط، در زندگی است. امید احساسی است دربارهٔ اینکه می‌توانیم آنچه را که می‌خواهیم، داشته باشیم یا یک اتفاق، بهترین نتیجه را برای ما خواهد داشت. امیدوار بودن با خوش‌بین بودن متفاوت است. امید یک حالت احساسی است یعنی یکی از احساسات انسان است اما خوش‌بین بودن نتیجهٔ یک روش و الگوی تفکر عمدی و اختیاری (بینش) است که باعث حالت و رفتار مثبت در انسان می‌شود.
امید یک حالت ذهنی روانی مثبت است که بر اساس حس موفقیت و برنامه‌ریزی برای دستیابی به این اهداف تعیین شده‌است. به عبارت دیگر امید تفکر هدفمند فرد است که انگیزه تعقیب اهداف و انتظار دستیابی به این اهداف را برجسته می‌کند. امید یک دارایی و یک فرصت برابر است که همه مردم می‌توانند به آن دسترسی داشته باشند. امید روشی برای اندیشه کردن است که ما در هر جنبه ای از زندگی خود از آن استفاده می‌کنیم.
Charles R. Snyder استدلال می‌کند که امید را باید به عنوان یک مهارت شناختی در نظر گرفت که توانایی فرد را در حفظ انگیزه در تعقیب یک هدف خاص نشان می‌دهد. این مدل به این دلیل است که توانایی فرد برای امیدوار بودن به دو نوع تفکر بستگی دارد: تفکر عاملی و تفکر مسیر. تفکر عاملی به عزم و اراده فرد برای دستیابی به اهداف خود با وجود موانع احتمالی اشاره دارد، در حالی که تفکر مسیر به راه‌هایی اشاره می‌کند که افراد معتقدند می‌توانند به این اهداف شخصی برسند. بر طبق این دیدگاه امیدواری یک توانایی و قابلیت است که از سه بخش مجزا اما مرتبط تشکیل شده‌است:
1. اندیشیدن به اهداف - مفهوم سازی واضح اهداف ارزشمند و رویکرد هدفمند به زندگی
2. اندیشیدن به مسیرها - یافتن راه‌های مختلف برای رسیدن به اهداف خود یا به عبارتی ظرفیت توسعه رویکردها و راهکارهای خاص برای رسیدن به آن اهداف.
3. اعتقاد به این که می‌توانید تغییر ایجاد کنید و به این اهداف برسید توانایی ایجاد و حفظ انگیزه برای استفاده از آن راهکار ها[۴]

امید فرد امیدوار لزوماً در برابر سختی‌ها محو نمی‌شود. در واقع امید اغلب با وجود فقر، جنگ و قحطی پابرجاست. در حالی که هیچ‌کس از تجربه رویدادهای تلخ و چالش‌برانگیز زندگی معاف نیست، امید جهت‌گیری به سوی زندگی را ترویج می‌دهد که حتی در سخت‌ترین شرایط چشم‌انداز خوش‌بینانه ای را ممکن می‌سازد.
امید در لغت به معنی طمع کردن در چیزی است که دست یافتن بدان ممکن است. این لفظ مترادف امل است و به هر دو معانی نفی و ایجاب به کار می‌رود.
اصطلاح امید عبارت است از تعلق دل به حصول محبوبی در آینده
امید عبارت است از توقع خیر از کسی که خیر به دست اوست. در نظر غزالی، امید (رجا) یکی از مقامات تصوف است که آنها را احوال می‌نامد.